# Hazardous Mutation
Hazardous Mutation är ett studioalbum av Municipal Waste och släpptes 2005.

## Låtförteckning
1. "Intro/Deathripper" - 2:19
2. "Unleash the Bastards" - 1:57
3. "The Thing" - 1:53
4. "Blood Drive" - 1:13
5. "Accelerated Vision" - 1:26
6. "Guilty of Being Tight" - 1:53
7. "Set to Destruct" - 2:01
8. "Hazardous Mutation" - 1:20
9. "Nailed Casket" - 1:36
10. "Abusement Park" - 1:00
11. "Black Ice" - 0:24
12. "Mind Eraser" - 2:17
13. "Terror Shark" - 1:43
14. "The Thrashin' of the Christ" - 2:30
15. "Bangover" - 2:38